# Terna Suswan
Terna Suswan (Konshisha, Nigeria; 5 de septiembre de 1991) es un futbolista de Nigeria. Juega como defensa y su último equipo fue el TP Ostrovia Ostrów Wielkopolski de Polonia.

## Selección nacional

### Participaciones en Copas del Mundo
| Mundial                     | Sede     | Resultado        | Partidos | Goles |
| --------------------------- | -------- | ---------------- | -------- | ----- |
| Copa Mundial Sub-20 de 2011 | Colombia | Cuartos de final | 5        | 1     |

## Clubes
| Club                                | País     | Año         |
| ----------------------------------- | -------- | ----------- |
| Tourists                            | Nigeria  | 2007 - 2008 |
| Lobi Stars                          | Nigeria  | 2009 - 2011 |
| Vitória Setúbal                     | Portugal | 2011 - 2013 |
| Futboll Klub Kukësi                 | Albania  | 2014        |
| Stal Rzeszów                        | Polonia  | 2014 - 2016 |
| Enyimba International Football Club | Nigeria  | 2017 - 2018 |
| Plateau United FC                   | Nigeria  | 2018 - 2019 |
| Victoria Skarszew                   | Polonia  | 2019 - 2021 |
| TP Ostrovia Ostrów Wielkopolski     | Polonia  | 2021 - 2024 |